# Meseta oceánica

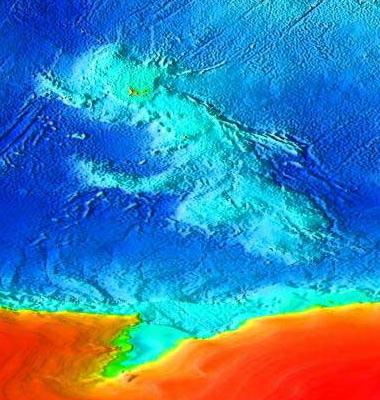
Mapa topográfico de la meseta Kerguelen, meseta oceánica en el océano Índico. En rojo el continente antártico.

Una meseta oceánica, o también meseta submarina, es una extensa región submarina relativamente plana que se eleva muy por encima del nivel del lecho marino. Si bien muchas mesetas oceánicas se componen de corteza continental, y con frecuencia forman un paso interrumpiendo el talud continental, algunas mesetas son restos submarinos de grandes provincias ígneas. Estas fueron formadas por el equivalente de los continentales basaltos de inundación, tales como la Deccan Traps, en la India, y la Snake River Plain en el Pacífico Noroeste de los Estados Unidos.
Los geólogos creen que las mesetas oceánicas ígneas bien pueden representar una etapa en el desarrollo de la corteza continental, ya que generalmente son menos densas que la corteza oceánica sin dejar de ser más densas que la corteza continental normal.
Las diferencias de densidad en el material de la corteza surgen en gran medida de las diferentes proporciones de elementos diferentes, sobre todo del silicio. La corteza continental tiene la mayor cantidad de silicio (tales rocas se llaman félsicas). La corteza oceánica tiene una menor cantidad de silicio (rocas máficas). Las mesetas oceánicas ígneas tienen una proporción intermedia entre la corteza continental y la oceánica, aunque son más máficas que félsicas.
Sin embargo, cuando una placa tectónica que soporta corteza oceánica subduce bajo una placa que soporta una meseta oceánica ígnea, el vulcanismo que erupciona sobre la meseta como en la corteza oceánica se calienta en su descenso hacia el manto eruptando material que es más félsico que el material que constituye la meseta. Esto representa un paso hacia la creación de la corteza, que es cada vez más de carácter continental, que es menos densa y más flotante. Si una meseta oceánica ígnea se hunde bajo otra, o bajo la corteza continental ya existente, las erupciones producidas de esta manera producen material que es aún más félsico, y así sucesivamente a través del tiempo geológico.

## Mesetas oceánicas continentales
- Meseta Campbell (Pacífico Sur);
- Meseta Challenger (Pacífico Sur);

## Mesetas oceánicas ígneas
- Meseta Agulhas[2] (Índico Suroeste);
- Meseta del Caribe colombiano (Caribe);
- Meseta Exmouth (Índico);
- Meseta Hikurangi (Pacífico Suroeste);
- Meseta Kerguelen (Índico);
- Meseta Manihiki (Pacífico Suroeste);
- Meseta de las Mascareñas (Índico);
- Meseta Naturaliste (Índico);
- Meseta Ontong Java (Pacífico Suroeste);
- Shatsky Rise ((Pacífico Norte);
- Meseta Vøring (Pacífico Norte);
- Wrangellia Terrane (Pacífico Nordeste);
- Meseta Yermak (Ártico);